# Pernod Fils
Pernod Fils (franskt uttal: [pɛʁnoˈfis]) var världens mest populära absintmärke under hela 1800-talet och fram till dryckens förbud 1915. Under la Belle époque blev namnet Pernod Fils synonymt med absint, och märket representerade ett slags de facto-kvalitetsstandard, mot vilken all annan absint bedömdes.

## Ursprung
Märkets rötter kan spåras ända bak till 1790-talet. Enligt legenden var det vid denna tid som Dr Pierre Ordinaire tog patent på en destillerad medicin, i Neuchâtel i Schweiz, vilken kom att få representera dryckens uppkomst. Receptet föll sedan via en affärsuppgörelse i händerna på Henri Louis Pernod, som 1797 tillsammans med Daniel Henri Dubied öppnade det första absintdestilleriet i Couvet i Schweiz.
Några år senare, 1805, byggde Pernod ett större destilleri i Pontarlier i Frankrike. Detta var avstampet som fick det sömniga samhället Pontarlier att slutligen bli hemvist för tjugoåtta kommersiella absintdestillerier, och navet i världens absintproduktion . 

## Absintens gyllene era
Pernod Fils popularitet fick ett uppsving under de kommande decennierna, och dess imponerande marknadsandelar gav upphov till en rad efterapande imitatörer med bedrägliga märkesnamn som "Pernot", "Parrot" och "Pierrot", för att bara nämna några. 1901 förstördes det ursprungliga destilleriet nästan helt i en eldsvåda, men ett nytt, större och modernare destilleri uppfördes i dess ställe. Under sin storhetstid producerade Pernod Fils-destilleriet hela 30 000 liter absint per dag, och exporterade sin produkt till hela världen.

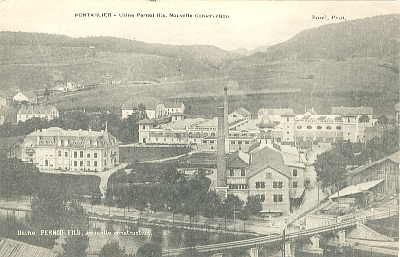
Ett foto över Pernod Fils fabrik i Pontarlier, daterat 1905.

Runt 1910 hade Frankrikes absintkonsumtion nått upp till ca 36 miljoner liter per år. Samtidigt som nykterhetsrörelsen växte sig stark runtom i världen, riktade nu många framstående franska politiker och forskare sitt intresse mot denna Frankrikes 'nationaldryck'. 

## Dryckens kännetecken
Liksom de flesta kvalitetsabsinter producerades Pernod Fils genom maceration av örter, bl.a. malört, fänkål, citronmeliss och anis, i neutral alkohol (vanligtvis från vin) i en kopparpanna, vari blandningen sedan destillerades och man erhöll en genomskinlig sprit. Till en viss mängd av detta destillat sattes därefter fler örter, såsom isop och romersk malört, vilket gav en grönfärgad fraktion som sedan filtrerades och hälldes tillbaka i huvuddestillatet. Färgningsprocessen gjordes i första hand för att ge absinten ytterligare smak och komplexitet, men den ljust olivgröna färgtonen hjälpte också till att göra drycken mer visuellt tilltalande. Det färgade destillatet späddes därefter med vatten till önskad alkoholstyrka. Märkets populäraste variant höll en styrka av 68 % (volymprocent). Pernod Fils var känd för en mycket fin, blommig smak av malört, men den övervägande smaken var, i likhet med all absint, i första hand anis – en smak som ofta misstas för "lakrits".

## Demoniseringen och förbudet av absint
Absintens omåttliga popularitet bidrog indirekt till dess eget fall.  Det saknades tillbörligt varumärkesskydd och reglerade produktionsstandarder, vilket inbjöd till att billiga, industriella versioner av drycken trädde in på marknaden. Dessa absinter av usel kvalitet tilltalade alkoholister med låg socioekonomisk status, och innehöll ofta en mångfald giftiga substanser för att göra vissa attribut (som till exempel färgen) hos dessa undermåliga märken mer övertygande. Detta gjorde nu att de som förtalade absinten anklagade den för att vara ohälsosam och skadlig, och den gjordes till en läglig syndabock för ohälsan i samhället. Forskare genomförde studier där man bl.a. injicerade ren malörtsolja i små djur . Detta förfarande resulterade oftast i att djuret ifråga fick spasmer och därefter dog, men testerna var bristfälliga och knappast representativa vad gäller absintkonsumtion. Trots att absintdestillatörerna åberopade kvalitetsförordningar för denna dryckeskategori, pressade dess motståndare på för att införa ett förbud mot den populära drycken. 1915 var absint förbjudet i stora delar av Europa och övriga världen. Alla franska absintdestillerier slog igen sina portar, vilket innebar slutet för Pernod Fils i Frankrike.

## Åren efter förbudet
Trots det förödande franska förbudet, och det efterföljande första världskriget, försvann inte Pernod Fils absint helt. Tillverkning återupptogs 1918 i mindre skala vid Banus destilleri i Tarragona i Spanien, där absint aldrig blev formellt förbjudet. Drycken återfick emellertid aldrig sin forna popularitet, och 1965 upphörde tillverkningen av Pernods absint. Samtidigt började Pernod att i Frankrike, de närmaste åren efter första världskriget, tillverka en liqueur d'anise (anislikör), och det är denna produkt som under årtiondena har utvecklats till sin välkända inkarnation av idag. Dagens Pernod liqueur d'anise är helt och hållet olik sin föregångare; den tillblandas i en modern, industriell process, har markant lägre alkoholstyrka (45 % jämfört med 68 %) och en annorlunda smakprofil, och den innehåller tillsatser såsom artificiella färgämnen och socker.

## Pernod i dag
I dag, när absintförbudet har hävts i de flesta länder, har nutidens spritjätte Pernod Ricard släppt en absint gjord på extrakt och färgämnen, vilken påstås vara "inspirerad av det gamla receptet". Oberoende recensioner ger emellertid vid handen att denna produkt är betydligt mera lik sin kusin, den nutida Pernod liqueur d'anise, snarare än den historiska drycken från före 1915. Tack vare att absint har fått viss kommersiell exponering via en rad filmer, såsom From Hell, Eurotrip, Bram Stokers Dracula, och Moulin Rouge! har Pernod Ricards absint haft en blygsam framgång i Frankrike och i andra EU-länder.